# Championnat du monde de badminton par équipes masculines 1984
Navigation
Londres 1982 Jakarta 1986
La 13e édition du championnat du monde de badminton par équipes masculines, appelé également Thomas Cup a lieu en mai 1984 à Kuala Lumpur en Malaisie. 
C'est la première fois que la Thomas Cup et l'Uber Cup se jouent en même temps, au même endroit. C'est également à partir de 1984 qu'elles se jouent tous les 2 ans. Auparavant, elles avaient lieu tous les 3 ans.

## Format de la compétition
34 nations participent à la Thomas Cup. À l'issue d'une phase de qualifications, 6 équipes accèdent à la phase finale où elles sont rejointes par le tenant du titre et le pays organisateur, qualifiés d'office.
Les 8 nations participantes sont placées dans 2 groupes de 4 équipes, où chacune rencontre les 3 autres. Les deux premiers se qualifient pour des demi-finales croisées.
Chaque rencontre se joue en 5 matches : 3 simples et 2 doubles qui peuvent être joués dans n'importe quel ordre (accord entre les équipes).

## Qualifications
- Qualifié pour la phase finale

| Groupe A        | Groupe A | Groupe A  |
| --------------- | -------- | --------- |
| Corée du Sud    | 5-0      | Thaïlande |
| Corée du Sud    | 5-0      | Népal     |
| Thaïlande       | 5-0      | Népal     |
| Groupe B        |          |           |
| Inde            | 5-0      | Sri Lanka |
| Demi-finales    |          |           |
| Corée du Sud    | 5-0      | Sri Lanka |
| Inde            | 4-1      | Thaïlande |
| Troisième place |          |           |
| Thaïlande       | 5-0      | Sri Lanka |
| Finale          |          |           |
| Corée du Sud    | 4-1      | Inde      |

| Groupe A         | Groupe A | Groupe A         |
| ---------------- | -------- | ---------------- |
| Australie        | 2-3      | Hong Kong        |
| Philippines      | 0-5      | Hong Kong        |
| Singapour        | 2-3      | Hong Kong        |
| Australie        | 5-0      | Philippines      |
| Australie        | 3-2      | Singapour        |
| Singapour        | 5-0      | Philippines      |
| Groupe B         |          |                  |
| Indonésie        | 5-0      | Nouvelle-Zélande |
| Demi-finales     |          |                  |
| Indonésie        | 4-1      | Australie        |
| Nouvelle-Zélande | 3-2      | Hong Kong        |
| Troisième place  |          |                  |
| Australie        | 4-1      | Hong Kong        |
| Finale           |          |                  |
| Indonésie        | 5-0      | Nouvelle-Zélande |

| Groupe A        | Groupe A | Groupe A       |
| --------------- | -------- | -------------- |
| Japon           | 5-0      | Nigeria        |
| Japon           | 5-0      | Taipei chinois |
| Japon           | 5-0      | États-Unis     |
| États-Unis      | 5-0      | Nigeria        |
| États-Unis      | 3-2      | Taipei chinois |
| Taipei chinois  | 5-0      | Nigeria        |
| Groupe B        |          |                |
| Canada          | 5-0      | Mexique        |
| Canada          | 5-0      | Pérou          |
| Mexique         | 4-1      | Pérou          |
| Demi-finales    |          |                |
| Japon           | 5-0      | Mexique        |
| Canada          | 4-1      | États-Unis     |
| Troisième place |          |                |
| États-Unis      | 5-0      | Mexique        |
| Finale          |          |                |
| Japon           | 3-2      | Canada         |

| Groupe A             | Groupe A | Groupe A             |
| -------------------- | -------- | -------------------- |
| Angleterre           | 5-0      | Autriche             |
| Angleterre           | 5-0      | Norvège              |
| Autriche             | 3-2      | Norvège              |
| Groupe B             |          |                      |
| Suède                | 5-0      | Finlande             |
| Suède                | 4-1      | Pays de Galles       |
| Suède                | 4-1      | Pays-Bas             |
| Pays de Galles       | 4-1      | Finlande             |
| Pays de Galles       | 4-1      | Pays-Bas             |
| Pays-Bas             | 4-1      | Finlande             |
| Groupe C             |          |                      |
| Écosse               | 5-0      | Allemagne de l'Ouest |
| Écosse               | 3-2      | Belgique             |
| Écosse               | 5-0      | Islande              |
| Allemagne de l'Ouest | 5-0      | Belgique             |
| Allemagne de l'Ouest | 4-1      | Islande              |
| Belgique             | 3-2      | Islande              |
| Groupe D             |          |                      |
| Danemark             | 5-0      | Zambie               |
| Danemark             | 5-0      | Irlande              |
| Irlande              | 5-0      | Zambie               |
| Demi-finales         |          |                      |
| Danemark             | 5-0      | Écosse               |
| Angleterre           | 4-1      | Suède                |
| Troisième place      |          |                      |
| Suède                | 4-1      | Écosse               |
| Finale               |          |                      |
| Danemark             | 3-2      | Angleterre           |

## Tournoi final

### Pays participants
| Confédération   | Pays                         |
| --------------- | ---------------------------- |
| Asie            | Corée du Sud Indonésie Japon |
| Europe          | Angleterre Danemark Suède    |
| Amériques       | Non représenté               |
| Tenant du titre | Chine                        |
| Pays hôte       | Malaisie                     |

### Phase de groupes

#### Groupe A
| Équipe     | J | G | P |
| ---------- | - | - | - |
| Indonésie  | 3 | 3 | 0 |
| Angleterre | 3 | 2 | 1 |
| Malaisie   | 3 | 1 | 2 |
| Japon      | 3 | 0 | 3 |

| Résultats  | Résultats | Résultats  |
| ---------- | --------- | ---------- |
| Indonésie  | 4-1       | Japon      |
| Indonésie  | 5-0       | Malaisie   |
| Indonésie  | 3-2       | Angleterre |
| Angleterre | 4-1       | Japon      |
| Angleterre | 3-2       | Malaisie   |
| Malaisie   | 5-0       | Japon      |

#### Groupe B
| Équipe       | J | G | P |
| ------------ | - | - | - |
| Chine        | 3 | 3 | 0 |
| Corée du Sud | 3 | 2 | 1 |
| Danemark     | 3 | 1 | 2 |
| Suède        | 3 | 0 | 3 |

| Résultats    | Résultats | Résultats    |
| ------------ | --------- | ------------ |
| Chine        | 3-2       | Danemark     |
| Chine        | 5-0       | Suède        |
| Chine        | 4-1       | Corée du Sud |
| Corée du Sud | 3-2       | Danemark     |
| Corée du Sud | 5-0       | Suède        |
| Danemark     | 4-1       | Suède        |

### Phase finale

#### Tableau
|  | Demi-finales | Demi-finales |                        |   | Finale | Finale |
|  | Demi-finales | Demi-finales |                        |   | Finale | Finale |
|  |              |              |                        |   |        |        |
|  |              |              |                        |   |        |        |
|  |              |              |                        |   |        |        |
|  | Angleterre   | 1            |                        |   |        |        |
|  | Angleterre   | 1            |                        |   |        |        |
|  | Chine        | 4            |                        |   |        |        |
|  | Chine        | 4            | Chine                  | 2 |        |        |
|  |              |              | Chine                  | 2 |        |        |
|  |              | Indonésie    | 3                      |   |        |        |
|  | Corée du Sud | Indonésie    | 3                      | 1 |        |        |
|  | Corée du Sud |              |                        | 1 |        |        |
|  | Indonésie    | 4            |                        |   |        |        |
|  | Indonésie    | 4            | Match pour la 3e place |   |        |        |
|  |              |              |                        |   |        |        |
|  |              |              |                        |   |        |        |
|  |              |              |                        |   |        |        |
|  | Angleterre   | 3            |                        |   |        |        |
|  | Angleterre   | 3            |                        |   |        |        |
|  | Corée du Sud | 2            |                        |   |        |        |
|  | Corée du Sud | 2            |                        |   |        |        |

#### Finale
|    | Indonésie                           | 3 - 2 | Chine                         | Score              |
| -- | ----------------------------------- | ----- | ----------------------------- | ------------------ |
| SH | Liem Swie King                      | 0-1   | Luan Jin                      | 15-7, 11-15, 10-15 |
| SH | Hastomo Arbi                        | 1-0   | Han Jian                      | 14-17, 15-6, 15-8  |
| SH | Icuk Sugiarto                       | 0-1   | Yang Yang                     | 9-15, 10-15        |
| DH | Christian Hadinata / Hadibowo       | 1-0   | He Shangquan / Jiang Guoliang | 18-14, 15-10       |
| DH | Liem Swie King / Hariamanto Kartono | 1-0   | Sun Zhi’an / Tian Bingyi      | 18-14, 15-12       |